# Dasystole lenosa
Dasystole lenosa là một loài bướm đêm trong họ Geometridae.